# Scottish FA Cup 1970/71
Der Scottish FA Cup wurde 1970/71 zum 86. Mal ausgespielt. Der wichtigste schottische Fußball-Pokalwettbewerb, der vom Schottischen Fußballverband geleitet und ausgetragen wurde, begann am 5. Dezember 1970 und endete mit dem Wiederholungsfinale am 12. Mai 1971 im Hampden Park von Glasgow. Als Titelverteidiger startete der FC Aberdeen in den Wettbewerb, der sich im Jahr zuvor den zweiten Pokalsieg in der Vereinsgeschichte nach 1947 gesichert hatte. Im Vorjahresfinale hatten sich die Dons aus Aberdeen gegen den Rekordsieger Celtic Glasgow durchgesetzt. Im diesjährigen Endspiel um den Schottischen Pokal standen sich Celtic und die Rangers im Old Firm gegenüber. Celtic gewann im Wiederholungsfinale durch einen 2:1-Erfolg den insgesamt 21. Scottish FA Cup seit deren ersten Sieg im Jahr 1892. Es war das insgesamt 9. Finalderby der beiden Vereine seit den vorangegangenen Endspielen in den Jahren 1894, 1899, 1904, 1909, 1928, 1963, 1966 und 1969. Die beiden Finalspiele um den schottischen Pokal waren eines der letzten das mehr als 100.000 Zuschauer besuchten. Im Januar 1971 war es während des Old Firm Derby zur zweiten Ibrox-Katastrophe gekommen bei der 66 Fußballfans starben. Im ersten Finale kam es zwischen den beiden verfeindeten Lagern auf den Tribünen zu zahlreichen Auseinandersetzungen das zu 60 verletzten Personen führte, und 188 Festnahmen die Folge hatte. In der Saison 1970/71 gewann Celtic das Double mit der schottischen Meisterschaft und dem Scottish FA Cup. Im Finale des Ligapokals gewannen die Rangers gegen Celtic mit 1:0. Als Meister nahmen die Bhoys am Europapokal der Landesmeister teil und kamen bis in das Halbfinale. Als unterlegener Pokalfinalist nahmen die Rangers am Wettbewerb des Europapokal der Pokalsieger teil und gewannen diesen Titel im Endspiel von Barcelona gegen den FK Dynamo Moskau.

## 1. Runde
Ausgetragen wurden die Begegnungen am 5. Dezember 1970. 
|                        | Ergebnis |               |
| ---------------------- | -------- | ------------- |
| Brechin City           | 2:1      | Nairn County  |
| FC East Stirlingshire  | 0:2      | FC Clydebank  |
| Forfar Athletic        | 2:0      | Albion Rovers |
| St. Cuthbert Wanderers | 1:3      | FC Stranraer  |
| FC Stenhousemuir       | 0:1      | Elgin City    |

## 2. Runde
Ausgetragen wurden die Begegnungen am 19. Dezember 1970. 
|                    | Ergebnis |                               |
| ------------------ | -------- | ----------------------------- |
| Brechin City       | 4:1      | Glasgow Corporation Transport |
| FC Clydebank       | 2:1      | Hamilton Academical           |
| Elgin City         | 2:0      | Berwick Rangers               |
| Forfar Athletic    | 1:0      | Gala Fairydean Rovers         |
| Clachnacuddin F.C. | 2:1      | University of Glasgow         |
| FC Queen’s Park    | 2:1      | FC Montrose                   |
| Ross County        | 1:4      | FC East Fife                  |
| FC Stranraer       | 3:2      | FC Dumbarton                  |

## 3. Runde
Ausgetragen wurden die Begegnungen am 23. und 25. Januar 1971. Die Wiederholungsspiele fanden am 26./27. Januar und 1. Februar 1971 statt.
|                      | Ergebnis |                    |
| -------------------- | -------- | ------------------ |
| FC Aberdeen          | 5:0      | Elgin City         |
| Airdrieonians FC     | 1:1      | Alloa Athletic     |
| Celtic Glasgow       | 5:1      | Queen of the South |
| FC Clyde             | 2:0      | Brechin City       |
| FC Clydebank         | 0:0      | Dundee United      |
| FC Dundee            | 1:0      | Partick Thistle    |
| Dunfermline Athletic | 3:1      | FC Arbroath        |
| FC East Fife         | 1:1      | FC St. Mirren      |
| Heart of Midlothian  | 3:0      | FC Stranraer       |
| Hibernian Edinburgh  | 8:1      | Forfar Athletic    |
| Clachnacuddin F.C.   | 0:3      | FC Cowdenbeath     |
| Greenock Morton      | 2:0      | Ayr United         |
| FC Queen’s Park      | 0:1      | FC Kilmarnock      |
| Glasgow Rangers      | 3:0      | FC Falkirk         |
| FC St. Johnstone     | 2:2      | Raith Rovers       |
| Stirling Albion      | 3:1      | FC Motherwell      |

### Wiederholungsspiele
|                | Ergebnis  |                  |
| -------------- | --------- | ---------------- |
| Alloa Athletic | 0:2       | Airdrieonians FC |
| Dundee United  | 5:1       | FC Clydebank     |
| Raith Rovers   | 4:3       | FC St. Johnstone |
| FC St. Mirren  | 1:1 n. V. | FC East Fife     |

### 2. Wiederholungsspiel
|               | Ergebnis |              |
| ------------- | -------- | ------------ |
| FC St. Mirren | * 3:1 *  | FC East Fife |

## Achtelfinale
Ausgetragen wurden die Begegnungen am 13. Februar 1971. Die Wiederholungsspiele fanden 17. Februar 1971 statt.
|                     | Ergebnis |                      |
| ------------------- | -------- | -------------------- |
| Celtic Glasgow      | 1:1      | Dunfermline Athletic |
| FC Cowdenbeath      | 0:4      | Airdrieonians FC     |
| FC Dundee           | 2:0      | Stirling Albion      |
| Dundee United       | 1:1      | FC Aberdeen          |
| Heart of Midlothian | 1:2      | Hibernian Edinburgh  |
| Greenock Morton     | 1:2      | FC Kilmarnock        |
| Raith Rovers        | 1:1      | FC Clyde             |
| FC St. Mirren       | 1:3      | Glasgow Rangers      |

### Wiederholungsspiele
|                      | Ergebnis |                |
| -------------------- | -------- | -------------- |
| FC Aberdeen          | 2:0      | Dundee United  |
| FC Clyde             | 0:2      | Raith Rovers   |
| Dunfermline Athletic | 0:1      | Celtic Glasgow |

## Viertelfinale
Ausgetragen wurden die Begegnungen am 6. März 1971. 
|                     | Ergebnis |                  |
| ------------------- | -------- | ---------------- |
| Celtic Glasgow      | 7:1      | Raith Rovers     |
| Hibernian Edinburgh | 1:0      | FC Dundee        |
| FC Kilmarnock       | 2:3      | Airdrieonians FC |
| Glasgow Rangers     | 1:0      | FC Aberdeen      |

## Halbfinale
Ausgetragen wurden die Begegnungen am 31. März und 3. April 1971 im Hampden Park von Glasgow. Die Wiederholungsspiele fanden am 5. und 7. April 1971 ebenfalls im Hampden Park statt.
|                  | Ergebnis |                     |
| ---------------- | -------- | ------------------- |
| Airdrieonians FC | 3:3      | Celtic Glasgow      |
| Glasgow Rangers  | 0:0      | Hibernian Edinburgh |

### Wiederholungsspiele
|                     | Ergebnis |                  |
| ------------------- | -------- | ---------------- |
| Celtic Glasgow      | 2:0      | Airdrieonians FC |
| Hibernian Edinburgh | 1:2      | Glasgow Rangers  |

## Finale
| Celtic Glasgow                        | Celtic Glasgow | Glasgow Rangers | Glasgow Rangers |
| ------------------------------------- | --- | --- | --------------- |
| Celtic Glasgow                        | \| Finale \| \| 8. Mai 1971 in Glasgow (Hampden Park) \| \| Ergebnis: 1:1 (1:0) \| \| Zuschauer: 120.092 \| \| Schiedsrichter: Tiny Wharton \| \| Spielbericht \|                       | \| Finale \| \| 8. Mai 1971 in Glasgow (Hampden Park) \| \| Ergebnis: 1:1 (1:0) \| \| Zuschauer: 120.092 \| \| Schiedsrichter: Tiny Wharton \| \| Spielbericht \|                                                         | Glasgow Rangers |
| Celtic Glasgow                        | Evan Williams – Jim Craig, Billy McNeill, George Connelly, Jim Brogan – Jimmy Johnstone, David Hay, Bobby Lennox, Tommy Callaghan – Harry Hood, William Wallace Cheftrainer: Jock Stein | Peter McCloy – Alex Miller, Colin Jackson, Ronnie McKinnon, Willie Mathieson – Willie Henderson, Andy Penman (70. Derek Johnstone), John Greig, Alex MacDonald, Willie Johnston – Colin Stein Cheftrainer: Willie Waddell | Glasgow Rangers |
| Celtic Glasgow                        | 1:0 Bobby Lennox (40.) | 1:1 Derek Johnstone (87.) | Glasgow Rangers |
| Finale                                | | |                 |
| 8. Mai 1971 in Glasgow (Hampden Park) | | |                 |
| Ergebnis: 1:1 (1:0)                   | | |                 |
| Zuschauer: 120.092                    | | |                 |
| Schiedsrichter: Tiny Wharton          | | |                 |
| Spielbericht                          | | |                 |

## Wiederholungsfinale
| Celtic Glasgow                         | Celtic Glasgow | Glasgow Rangers | Glasgow Rangers |
| -------------------------------------- | --- | --- | --------------- |
| Celtic Glasgow                         | \| Finale \| \| 12. Mai 1971 in Glasgow (Hampden Park) \| \| Ergebnis: 2:1 (2:0) \| \| Zuschauer: 103.332 \| \| Schiedsrichter: Tiny Wharton \| \| Spielbericht \|                                       | \| Finale \| \| 12. Mai 1971 in Glasgow (Hampden Park) \| \| Ergebnis: 2:1 (2:0) \| \| Zuschauer: 103.332 \| \| Schiedsrichter: Tiny Wharton \| \| Spielbericht \|                                                      | Glasgow Rangers |
| Celtic Glasgow                         | Evan Williams – Jim Craig, Billy McNeill, George Connelly, Jim Brogan – Jimmy Johnstone, David Hay, Bobby Lennox, Tommy Callaghan – Harry Hood (??. William Wallace), Lou Macari Cheftrainer: Jock Stein | Peter McCloy – Jim Denny, Colin Jackson, Ronnie McKinnon, Willie Mathieson – Willie Henderson, Andy Penman (??. Derek Johnstone), John Greig, Alex MacDonald, Willie Johnston – Colin Stein Cheftrainer: Willie Waddell | Glasgow Rangers |
| Celtic Glasgow                         | 1:0 Lou Macari (24.) 2:0 Harry Hood (25., Elfmeter) | 2:1 Jim Craig (58., Eigentor) | Glasgow Rangers |
| Finale                                 | | |                 |
| 12. Mai 1971 in Glasgow (Hampden Park) | | |                 |
| Ergebnis: 2:1 (2:0)                    | | |                 |
| Zuschauer: 103.332                     | | |                 |
| Schiedsrichter: Tiny Wharton           | | |                 |
| Spielbericht                           | | |                 |